# Henry Aldous Dixon

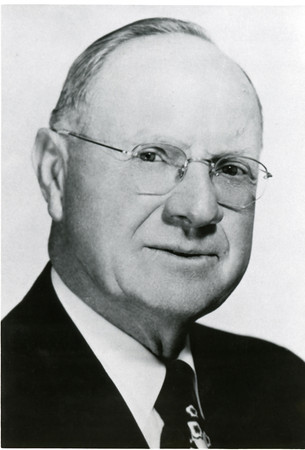
Henry Aldous Dixon

Henry Aldous Dixon (* 29. Juni 1890 in Provo, Utah; † 22. Januar 1967 in Ogden, Utah) war ein US-amerikanischer Politiker (Republikanische Partei). Zwischen 1955 und 1961 vertrat er den ersten Wahlbezirk des Bundesstaates Utah im US-Repräsentantenhaus.

## Frühe Jahre und beruflicher Aufstieg
Henry Dixon besuchte die öffentlichen Schulen seiner Heimat und danach bis 1914 die Brigham Young University in Provo. Danach studierte er bis 1917 an der University of Chicago. Zwischen 1914 und 1918 war Dixon Lehrer am Weber College, dessen Leiter er zwischen 1919 und 1920 sowie zwischen 1937 und 1953 war. Von 1920 bis 1924 war er Schulrat in Provo, wobei er die Aufsicht über die öffentlichen Schulen dieser Stadt hatte. Dieses Amt bekleidete er von 1932 bis 1937 nochmals. Dazwischen war er von 1924 bis 1932 Vizepräsident der Farmers & Merchants Bank. Im Jahr 1937 belegte er noch einen Studiengang an der University of Southern California.
Zwischen 1946 und 1948 war er Mitglied einer vom Präsidenten eingesetzten Kommission, die sich mit der höheren Bildung befasste. Von 1945 bis 1951 war Dixon auch Filialleiter der Federal Reserve Bank von Kalifornien im Bereich von Utah. Er war auch weiterhin auf dem Schulsektor aktiv. Zwischen 1950 und 1954 war er Direktor der Vereinigung der Junior Colleges und von 1953 bis 1954 war er auch Leiter der Utah State University in Logan.

## Politische Laufbahn
Bis 1954 hatte Dixon keine politisch bedeutende Rolle in Utah gespielt. Bei den Kongresswahlen dieses Jahres kam seine Partei wenige Wochen vor dem Wahltermin in Schwierigkeiten, weil ihr Kandidat für das US-Repräsentantenhaus, Douglas R. Stringfellow, aufgrund unwahrer Angaben über seine Vergangenheit nicht mehr tragbar war. Stringefellow hatte zwei Jahre zuvor die Kongresswahlen im ersten Wahlbezirk als gefeierter Kriegsheld gewonnen; inzwischen hatten sich seine Geschichten aus dem Krieg als Lügen herausgestellt. 16 Tage vor der Wahl nominierten die Republikaner Dixon als ihren neuen Kandidaten. Dieser hatte durch seine bisherigen Tätigkeiten einen unbescholtenen Ruf und wurde dann auch von den Bürgern in das Repräsentantenhaus gewählt. Dort konnte er nach einigen Wiederwahlen zwischen dem 3. Januar 1955 und dem 3. Januar 1961 drei Legislaturperioden absolvieren. Im Jahr 1960 verzichtete Dixon auf eine weitere Kandidatur.
Nach seiner politischen Tätigkeit in der Bundeshauptstadt Washington war Henry Dixon bis 1965 Dozent an der Brigham Young University.